# 1731
Il 1731 (MDCCXXXI in numeri romani) è un anno  del XVIII secolo.

## Eventi
- Scoperta da John Bevis la Nebulosa del Granchio.
- 14 gennaio – A Göteborg viene fondata la Compagnia svedese delle Indie Orientali.
- 16 marzo – Trattato di Vienna: Esso segnò la fine della alleanza franco-britannica (1727-1731), l'inizio della intesa anglo-austriaca e la nascita della leggendaria ostilità fra Francia ed Inghilterra.
- 20 marzo – Foggia è colpita da un violento terremoto che distrugge circa un terzo delle abitazioni.
- 31 maggio – A Scala vengono fondate le Monache Redentoriste.

## Nati

### Gennaio
- 3 gennaio - Angelo Emo, ammiraglio italiano († 1792)
- 3 gennaio - Ignazio Michele III Jarweh, patriarca cattolico ottomano († 1800)
- 6 gennaio - Ludovico Eugenio di Württemberg, duca tedesco († 1795)
- 7 gennaio - Henri van der Noot, politico belga († 1827)
- 13 gennaio - Carl von Gontard, architetto tedesco († 1791)
- 17 gennaio - James Stuart, generale britannico († 1793)
- 18 gennaio - William Finch, diplomatico e politico inglese († 1766)
- 23 gennaio - Jacob Jonas Björnståhl, orientalista svedese († 1779)

### Febbraio
- 2 febbraio - Emanuel Philibert von Waldstein-Wartenberg, nobile austriaco († 1775)
- 4 febbraio - Giovanni Andrea Serrao, vescovo cattolico italiano († 1799)
- 6 febbraio - Frederick Calvert, VI barone Baltimore, nobile inglese († 1771)
- 8 febbraio - Innocenzo Conti, cardinale e arcivescovo cattolico italiano († 1785)
- 9 febbraio - Gasparo Angiolini, coreografo, ballerino e compositore italiano († 1803)
- 16 febbraio - Marcello Bacciarelli, pittore italiano († 1818)
- 17 febbraio - Ignacio de Arteaga, navigatore e esploratore spagnolo († 1783)
- 18 febbraio - Carlo Denina, presbitero e storico italiano († 1813)
- 18 febbraio - Francesco Farina, mercante italiano († 1800)

### Marzo
- 6 marzo - Marco Lastri, presbitero, scrittore e critico letterario italiano († 1811)
- 8 marzo - Filippo Manfredi, compositore e violinista italiano († 1777)
- 9 marzo - Johann Andreas Schachtner, trombettista, violinista e librettista tedesco († 1795)
- 19 marzo - Gabriela Silang, condottiera, patriota e rivoluzionaria filippina († 1763)
- 23 marzo - Catharine Macaulay, storica britannica († 1791)
- 25 marzo - Francesco Rizzi, scultore italiano
- 28 marzo - Giacinto Diano, pittore italiano († 1803)

### Aprile
- 1º aprile - Marino Guarano, presbitero e giurista italiano († 1802)
- 4 aprile - Ivan Ivanovič Lobanov-Rostov, nobile e ufficiale russo († 1791)
- 6 aprile - Giovanni Maria Lampredi, letterato, giurista e etruscologo italiano († 1793)
- 10 aprile - Eustachio Biondelli, religioso e educatore italiano († 1802)
- 10 aprile - Louis Joseph Watteau, pittore francese († 1798)
- 18 aprile - Alexander Duff, III conte di Fife, nobile scozzese († 1811)
- 18 aprile - Girolamo Pompei, poeta, drammaturgo e traduttore italiano († 1788)
- 19 aprile - Maria Francesca Gonzaga, nobildonna spagnola († 1757)
- 23 aprile - George Anne Bellamy, attrice irlandese († 1788)

### Maggio
- 1º maggio - Gustav Philip Creutz, poeta e diplomatico finlandese († 1785)
- 1º maggio - Ulrica Luisa di Solms-Braunfels, contessa († 1792)
- 4 maggio - Domenico Caminer, scrittore, giornalista e editore italiano († 1796)
- 5 maggio - Michelangelo Simonetti, architetto italiano († 1787)
- 8 maggio - Beilby Porteus, vescovo anglicano inglese († 1809)
- 10 maggio - Tommaso Antici, cardinale italiano († 1812)
- 10 maggio - Victor Louis, architetto francese († 1800)
- 12 maggio - Biagio Rebecca, pittore e decoratore italiano († 1808)
- 21 maggio - Johann Ernst Heinsius, pittore tedesco († 1794)
- 25 maggio - Franz Philipp von Inzaghi, vescovo cattolico austriaco († 1816)
- 28 maggio - Franz de Paula Gundaker von Colloredo-Mansfeld, diplomatico e politico austriaco († 1807)
- 28 maggio - Johann August Ephraim Goeze, entomologo e zoologo tedesco († 1793)
- 28 maggio - James Stopford, II conte di Courtown, politico irlandese († 1810)

### Giugno
- 2 giugno - Martha Washington, first lady statunitense († 1802)
- 18 giugno - Richard Grosvenor, I conte Grosvenor, nobile e politico inglese († 1802)
- 19 giugno - Gian Battista Burato, pittore italiano († 1787)
- 19 giugno - Joaquim Machado de Castro, scultore portoghese († 1822)
- 20 giugno - Pierre Julien, scultore francese († 1804)
- 20 giugno - William Legge, II conte di Dartmouth, nobile e politico inglese († 1801)
- 21 giugno - Vladimir Borisovič Golicyn, ufficiale russo († 1798)
- 21 giugno - François Joseph Antoine de Hell, politico francese († 1794)

### Luglio
- 1º luglio - Adam Duncan, ammiraglio britannico († 1804)
- 4 luglio - António Dinis da Cruz e Silva, poeta e magistrato portoghese († 1799)
- 16 luglio - Samuel Huntington, politico statunitense († 1796)
- 17 luglio - George Yonge, V baronetto, politico e nobile britannico († 1833)
- 18 luglio - Michail Michajlovič Golicyn, ufficiale russo († 1804)
- 23 luglio - Pierre François Cornic-Dumoulin, ammiraglio francese († 1801)
- 24 luglio - Louis Claude Cadet de Gassicourt, chimico e farmacista francese († 1799)
- 28 luglio - Théodore Vernier, politico e avvocato francese († 1818)

### Agosto
- 3 agosto - Girolamo Francesco Cristiani, ingegnere e economista italiano († 1811)
- 4 agosto - Giuseppe Colla, compositore italiano († 1806)
- 31 agosto - Ignazio Busca, cardinale e nobiluomo italiano († 1803)
- 31 agosto - Francesco Valeriano Dellala, architetto italiano († 1805)

### Settembre
- 1º settembre - Ove Høegh-Guldberg, politico e teologo danese († 1808)
- 7 settembre - Elisabetta de Gambarini, compositrice, organista e soprano inglese († 1765)
- 8 settembre - George Hobart, III conte di Buckinghamshire, politico inglese († 1804)
- 9 settembre - Francesco Saverio Clavigero, gesuita, docente e storico messicano († 1787)
- 11 settembre - Giovanni Andrea Archetti, cardinale e arcivescovo cattolico italiano († 1805)
- 11 settembre - Francesco Saverio Grue, ceramista italiano († 1800)
- 13 settembre - George Onslow, I conte di Onslow, nobile e politico inglese († 1814)
- 17 settembre - Alessandro IV Sanvitale, nobile italiano († 1804)
- 24 settembre - Carlotta Sofia di Sassonia-Coburgo-Saalfeld, nobile tedesca († 1810)
- 26 settembre - Gianfrancesco Malfatti, matematico italiano († 1807)
- 28 settembre - Pietro Napoli Signorelli, saggista, storiografo e scrittore italiano († 1815)

### Ottobre
- 1º ottobre - Nicolas-Denis Derome, artigiano francese († 1790)
- 3 ottobre - Louis Bertrand, matematico svizzero († 1812)
- 6 ottobre - Emily Lennox, nobildonna inglese († 1814)
- 6 ottobre - Giovanni Battista Tommasi, principe italiano († 1805)
- 10 ottobre - Henry Cavendish, chimico e fisico inglese († 1810)
- 12 ottobre - Jean-Baptiste Blanchard, religioso e pedagogo francese († 1797)
- 12 ottobre - Leonardo de Vegni, architetto italiano († 1801)
- 13 ottobre - Charlotte Murray, nobildonna scozzese († 1805)
- 18 ottobre - John Dunning, I barone Ashburton, politico britannico († 1783)
- 23 ottobre - Carlo Luigi Buronzo del Signore, arcivescovo cattolico italiano († 1806)
- 24 ottobre - François de Cuvilliés il Giovane, architetto e incisore tedesco († 1777)
- 27 ottobre - Federico Ermanno di Anhalt-Köthen-Pleß, nobile tedesco († 1797)
- 27 ottobre - Charlotte Elizabeth Boyle, nobildonna inglese († 1754)
- 27 ottobre - Rafael Landívar, poeta e gesuita guatemalteco († 1793)

### Novembre
- 4 novembre - Maria Giuseppina di Sassonia, principessa tedesca († 1767)
- 7 novembre - Robert Rogers, militare britannico († 1795)
- 9 novembre - Benjamin Banneker, scienziato statunitense († 1806)
- 13 novembre - Virgilio Cavina, matematico italiano († 1808)
- 15 novembre - Ludwig Carl von Hohenlohe-Waldenburg-Bartenstein, principe e mecenate tedesco († 1799)
- 23 novembre - Giangrisostomo Tovazzi, religioso, storico e bibliotecario italiano († 1806)
- 24 novembre - Maria Fortunata d'Este, principessa italiana († 1803)
- 25 novembre - Gustaf Fredrik Gyllenborg, poeta svedese († 1808)
- 26 novembre - William Cowper, poeta inglese († 1800)
- 27 novembre - Gaetano Pugnani, violinista e compositore italiano († 1798)

### Dicembre
- 3 dicembre - Stefano Borgia, cardinale, storico e numismatico italiano († 1804)
- 7 dicembre - Jan Chrzciciel Albertrandi, storico, gesuita e bibliotecario polacco († 1808)
- 7 dicembre - Abraham Hyacinthe Anquetil-Duperron, orientalista francese († 1805)
- 8 dicembre - Mariano Rossi, pittore italiano († 1807)
- 10 dicembre - Pierre-Élisabeth de Fontanieu, funzionario francese († 1784)
- 12 dicembre - Erasmus Darwin, filosofo, poeta e medico britannico († 1802)
- 15 dicembre - Francis Maseres, giurista britannico († 1824)
- 18 dicembre - Girolamo Tiraboschi, storico della letteratura, bibliotecario e gesuita italiano († 1794)
- 19 dicembre - Thomas Willing, politico e banchiere statunitense († 1821)
- 25 dicembre - Domenico Arcaroli, arcivescovo cattolico italiano († 1826)
- 26 dicembre - Francesco Niccolò Gonzaga, marchese († 1783)
- 28 dicembre - Matteo Buttafuoco, politico francese († 1806)
- 28 dicembre - Christian Cannabich, compositore e direttore d'orchestra tedesco († 1798)
- 31 dicembre - Emmanuel-François de Bausset-Roquefort, vescovo cattolico francese († 1802)

### Senza giorno specificato
- Giacomo Acerbi, ufficiale e imprenditore italiano († 1811)
- William Aiton, botanico scozzese († 1793)
- Giovanni Battista Ayroli, doge († 1808)
- Mula Mustafa Bašeskija, scrittore bosniaco († 1809)
- Pietro Belly, militare e ingegnere italiano († 1791)
- Marco Carburi, chimico e mineralogista italiano († 1808)
- Charles Churchill, scrittore britannico († 1764)
- Ferdinando Corradini, giurista e economista italiano († 1801)
- Ermenegildo Costantini, pittore italiano († 1791)
- Louis Delanois, ebanista francese († 1792)
- František Xaver Dušek, compositore e musicista ceco († 1799)
- Giuseppe Franchi, scultore italiano († 1806)
- Andrea Giganti, architetto italiano († 1787)
- Giovanni Grevembroch, disegnatore italiano († 1807)
- Christian Hee Hwass, naturalista danese († 1803)
- Konrad Valentin von Kaim, generale austriaco († 1801)
- Kyranna di Salonicco, santa greca († 1751)
- Francisco Xavier Lampillas, gesuita e critico letterario spagnolo († 1810)
- Alexander Leslie, generale britannico († 1794)
- Macario di Corinto, vescovo, scrittore e mistico greco († 1805)
- Paul Sandby, pittore britannico († 1809)
- Michele Sarcone, medico e scienziato italiano († 1797)
- James Six, meteorologo e inventore inglese († 1793)
- Carlo Giuseppe Toeschi, violinista e compositore tedesco († 1788)
- Vasile Ursu Nicola, rivoluzionario rumeno († 1785)
- John Walker, naturalista, botanico e chimico scozzese († 1803)
- Giacomo Zampa, pittore italiano († 1808)
- Ramón de la Cruz, commediografo spagnolo († 1794)
- Dirk van der Aa, pittore olandese († 1809)
- Franz Gumer, politico austriaco († 1794)

## Morti

### Gennaio
- 4 gennaio - Pietro Alborghetti, attore teatrale e attore teatrale italiano (n. 1675)
- 6 gennaio - Étienne-François Geoffroy, chimico e medico francese (n. 1672)
- 20 gennaio - Antonio I di Monaco, principe (n. 1661)
- 20 gennaio - Giovanni Carlo Bonlini, letterato italiano (n. 1673)
- 20 gennaio - Antonio Farnese, nobile italiano (n. 1679)
- 21 gennaio - Giulio Goldoni, medico italiano (n. 1683)
- 27 gennaio - Giovanni Battista de Miro, religioso e grecista italiano (n. 1656)
- 28 gennaio - Antonio I Boncompagni, nobile italiano (n. 1658)
- 28 gennaio - Giuseppe Maria Caranza, diplomatico italiano (n. 1675)

### Febbraio
- 6 febbraio - François-Paul de Neufville de Villeroy, arcivescovo cattolico francese (n. 1677)
- 7 febbraio - Crisanto di Gerusalemme, vescovo ortodosso greco
- 8 febbraio - Coriolano Montemagni, politico italiano (n. 1665)
- 8 febbraio - Andries Pels, banchiere olandese (n. 1655)
- 15 febbraio - María de León Bello y Delgado, religiosa spagnola (n. 1643)
- 20 febbraio - Ludovico Perini, ingegnere e architetto italiano (n. 1685)
- 22 febbraio - Maria Selvaggia Borghini, poetessa italiana (n. 1656)
- 22 febbraio - Frederik Ruysch, botanico e anatomista olandese (n. 1638)

### Marzo
- 2 marzo - Donato Ricchezza, compositore italiano (n. 1651)
- 6 marzo - Johann Melchior Dinglinger, orafo tedesco (n. 1664)
- 8 marzo - Ferdinand Maximilian Brokoff, scultore e stuccatore boemo (n. 1688)
- 9 marzo - Frances Jennings, nobildonna inglese (n. 1649)
- 10 marzo - Jean-Baptiste Le Brun des Marettes, scrittore e editore francese (n. 1651)
- 12 marzo - Ernesto Augusto di Schleswig-Holstein-Sonderburg-Augustenburg, nobile tedesco (n. 1660)
- 13 marzo - Dorotea Federica di Brandeburgo-Ansbach, contessa (n. 1676)
- 15 marzo - Cornelia Zangheri Bandi, nobile italiana (n. 1664)
- 16 marzo - Pietro Grassi, vescovo cattolico italiano (n. 1666)
- 23 marzo - Augusto Guglielmo di Brunswick-Lüneburg, nobile (n. 1662)
- 24 marzo - Giacomo Boncompagni, cardinale e arcivescovo cattolico italiano (n. 1652)
- 26 marzo - Francesco De Sanctis, architetto italiano (n. 1679)
- 30 marzo - Alberto Ernesto II di Oettingen-Oettingen, nobile tedesco (n. 1669)
- 30 marzo - Hilaire-Bernard de Longepierre, drammaturgo francese (n. 1659)

### Aprile
- 1º aprile - Guglielmo II d'Assia-Wanfried-Rheinfels, nobile tedesco (n. 1671)
- 8 aprile - Leonardo Julio Capuz, scultore spagnolo (n. 1660)
- 18 aprile - Giovanna Fratellini, pittrice italiana (n. 1666)
- 21 aprile - Pierre Jaillard Bressan,  francese (n. 1663)
- 21 aprile - Maurizio Guglielmo di Sassonia-Merseburg, duca (n. 1688)
- 24 aprile - Daniel Defoe, scrittore e giornalista britannico (n. 1660)
- 30 aprile - Johann Ludwig Bach, musicista, violinista e compositore tedesco (n. 1677)

### Maggio
- 3 maggio - Elizabeth Needham
- 7 maggio - Giovanni Camillo Sagrestani, pittore italiano (n. 1660)
- 9 maggio - Peregrine Osborne, III duca di Leeds, nobile e politico inglese (n. 1691)
- 10 maggio - Jan Vaerman, matematico fiammingo (n. 1653)
- 11 maggio - Mary Astell, scrittrice e filosofa britannica (n. 1666)
- 15 maggio - Antonio Francesco Valenti, funzionario e arcivescovo cattolico italiano (n. 1668)
- 21 maggio - Johann Hübner, geografo, storico e insegnante tedesco (n. 1668)
- 23 maggio - Domenico Maria Bonavera, incisore italiano (n. 1653)
- 24 maggio - Nishizawa Ippu, scrittore giapponese (n. 1665)
- 30 maggio - Violante Beatrice di Baviera, principessa e politica tedesca (n. 1673)

### Giugno
- 6 giugno - Giovanni Odazzi, pittore italiano (n. 1663)
- 16 giugno - Scipione Giuseppe Castelbarco, diplomatico italiano (n. 1665)
- 21 giugno - Alberto Federico di Brandeburgo-Schwedt, principe (n. 1672)
- 22 giugno - Edward Howard, VIII conte di Suffolk, nobile e politico inglese (n. 1672)

### Luglio
- 11 luglio - Jean-François Leriget de La Faye, diplomatico e poeta francese (n. 1674)
- 14 luglio - Francesco Maria Marescotti Ruspoli, marchese e principe italiano (n. 1672)

### Agosto
- 7 agosto - Franz Ferdinand von Kuenburg, nobile e arcivescovo cattolico austriaco (n. 1651)
- 10 agosto - Bernardo Facini, astronomo e matematico italiano (n. 1665)
- 11 agosto - Francesco Paolo Nicolai, arcivescovo cattolico italiano (n. 1657)
- 18 agosto - Alderano I Cybo-Malaspina, sovrano italiano (n. 1690)
- 28 agosto - Charles Boyle, IV conte di Orrery, politico irlandese (n. 1674)
- 31 agosto - Giorgio Barni, vescovo cattolico italiano (n. 1651)

### Settembre
- 7 settembre - Evdokija Fëdorovna Lopuchina,  russa (n. 1669)
- 7 settembre - Paul-Jules de La Porte, nobile e militare francese (n. 1666)
- 15 settembre - Catherine Repond,  svizzera (n. 1663)
- 17 settembre - Gustavo del Palatinato-Zweibrücken, duca (n. 1670)

### Ottobre
- 6 ottobre - Giovanni Stefano Robatto, pittore italiano (n. 1652)
- 8 ottobre - Praskov'ja Ivanovna Romanova, principessa russa (n. 1694)
- 11 ottobre - John Craig, matematico e teologo scozzese (n. 1663)
- 19 ottobre - François-Annibal de Béthune, ammiraglio francese (n. 1642)

### Novembre
- 23 novembre - Federico Luigi di Württemberg, nobile tedesco (n. 1698)

### Dicembre
- 14 dicembre - Joseph Balthasar Hochreither, organista e compositore austriaco (n. 1669)
- 25 dicembre - Caspar Commelin, botanico e medico olandese (n. 1668)
- 26 dicembre - Antoine Houdar de La Motte, scrittore e drammaturgo francese (n. 1672)
- 27 dicembre - Giuseppe Tamo da Brescia, pittore italiano (n. 1686)
- 29 dicembre - Brook Taylor, matematico britannico (n. 1685)
- 29 dicembre - Luisa Ippolita di Monaco, principessa monegasca (n. 1697)

### Senza giorno specificato
- Francis Bird, scultore inglese (n. 1667)
- Francesco Borosini, tenore italiano
- Giacomo Colombo, scultore, pittore e disegnatore italiano (n. 1663)
- Pierre Danican Philidor, compositore e gambista francese (n. 1681)
- Giuseppe Giosafatti, scultore italiano (n. 1643)
- Pasquale Lazzarini, scultore italiano (n. 1667)
- Giovanni Antonio Mari, pittore italiano
- Giuseppe Mariani, architetto italiano (n. 1681)
- Aretafila Savini, letterata italiana (n. 1687)

## Calendario
| Calendario 1731 | Calendario 1731 | Calendario 1731 | Calendario 1731 | Calendario 1731 | Calendario 1731 | Calendario 1731 | Calendario 1731 | Calendario 1731 | Calendario 1731 | Calendario 1731 | Calendario 1731 | Calendario 1731 | Calendario 1731 | Calendario 1731 | Calendario 1731 | Calendario 1731 | Calendario 1731 | Calendario 1731 | Calendario 1731 | Calendario 1731 | Calendario 1731 | Calendario 1731 | Calendario 1731 | Calendario 1731 | Calendario 1731 | Calendario 1731 | Calendario 1731 | Calendario 1731 | Calendario 1731 | Calendario 1731 | Calendario 1731 | Calendario 1731 |
| --------------- | --------------- | --------------- | --------------- | --------------- | --------------- | --------------- | --------------- | --------------- | --------------- | --------------- | --------------- | --------------- | --------------- | --------------- | --------------- | --------------- | --------------- | --------------- | --------------- | --------------- | --------------- | --------------- | --------------- | --------------- | --------------- | --------------- | --------------- | --------------- | --------------- | --------------- | --------------- | --------------- |
|                 | 1               | 2               | 3               | 4               | 5               | 6               | 7               | 8               | 9               | 10              | 11              | 12              | 13              | 14              | 15              | 16              | 17              | 18              | 19              | 20              | 21              | 22              | 23              | 24              | 25              | 26              | 27              | 28              | 29              | 30              | 31              |                 |
| Gennaio         | Lu              | Ma              | Me              | Gi              | Ve              | Sa              | Do              | Lu              | Ma              | Me              | Gi              | Ve              | Sa              | Do              | Lu              | Ma              | Me              | Gi              | Ve              | Sa              | Do              | Lu              | Ma              | Me              | Gi              | Ve              | Sa              | Do              | Lu              | Ma              | Me              |                 |
| Febbraio        | Gi              | Ve              | Sa              | Do              | Lu              | Ma              | Me              | Gi              | Ve              | Sa              | Do              | Lu              | Ma              | Me              | Gi              | Ve              | Sa              | Do              | Lu              | Ma              | Me              | Gi              | Ve              | Sa              | Do              | Lu              | Ma              | Me              |                 |                 |                 |                 |
| Marzo           | Gi              | Ve              | Sa              | Do              | Lu              | Ma              | Me              | Gi              | Ve              | Sa              | Do              | Lu              | Ma              | Me              | Gi              | Ve              | Sa              | Do              | Lu              | Ma              | Me              | Gi              | Ve              | Sa              | Do              | Lu              | Ma              | Me              | Gi              | Ve              | Sa              |                 |
| Aprile          | Do              | Lu              | Ma              | Me              | Gi              | Ve              | Sa              | Do              | Lu              | Ma              | Me              | Gi              | Ve              | Sa              | Do              | Lu              | Ma              | Me              | Gi              | Ve              | Sa              | Do              | Lu              | Ma              | Me              | Gi              | Ve              | Sa              | Do              | Lu              |                 |                 |
| Maggio          | Ma              | Me              | Gi              | Ve              | Sa              | Do              | Lu              | Ma              | Me              | Gi              | Ve              | Sa              | Do              | Lu              | Ma              | Me              | Gi              | Ve              | Sa              | Do              | Lu              | Ma              | Me              | Gi              | Ve              | Sa              | Do              | Lu              | Ma              | Me              | Gi              |                 |
| Giugno          | Ve              | Sa              | Do              | Lu              | Ma              | Me              | Gi              | Ve              | Sa              | Do              | Lu              | Ma              | Me              | Gi              | Ve              | Sa              | Do              | Lu              | Ma              | Me              | Gi              | Ve              | Sa              | Do              | Lu              | Ma              | Me              | Gi              | Ve              | Sa              |                 |                 |
| Luglio          | Do              | Lu              | Ma              | Me              | Gi              | Ve              | Sa              | Do              | Lu              | Ma              | Me              | Gi              | Ve              | Sa              | Do              | Lu              | Ma              | Me              | Gi              | Ve              | Sa              | Do              | Lu              | Ma              | Me              | Gi              | Ve              | Sa              | Do              | Lu              | Ma              |                 |
| Agosto          | Me              | Gi              | Ve              | Sa              | Do              | Lu              | Ma              | Me              | Gi              | Ve              | Sa              | Do              | Lu              | Ma              | Me              | Gi              | Ve              | Sa              | Do              | Lu              | Ma              | Me              | Gi              | Ve              | Sa              | Do              | Lu              | Ma              | Me              | Gi              | Ve              |                 |
| Settembre       | Sa              | Do              | Lu              | Ma              | Me              | Gi              | Ve              | Sa              | Do              | Lu              | Ma              | Me              | Gi              | Ve              | Sa              | Do              | Lu              | Ma              | Me              | Gi              | Ve              | Sa              | Do              | Lu              | Ma              | Me              | Gi              | Ve              | Sa              | Do              |                 |                 |
| Ottobre         | Lu              | Ma              | Me              | Gi              | Ve              | Sa              | Do              | Lu              | Ma              | Me              | Gi              | Ve              | Sa              | Do              | Lu              | Ma              | Me              | Gi              | Ve              | Sa              | Do              | Lu              | Ma              | Me              | Gi              | Ve              | Sa              | Do              | Lu              | Ma              | Me              |                 |
| Novembre        | Gi              | Ve              | Sa              | Do              | Lu              | Ma              | Me              | Gi              | Ve              | Sa              | Do              | Lu              | Ma              | Me              | Gi              | Ve              | Sa              | Do              | Lu              | Ma              | Me              | Gi              | Ve              | Sa              | Do              | Lu              | Ma              | Me              | Gi              | Ve              |                 |                 |
| Dicembre        | Sa              | Do              | Lu              | Ma              | Me              | Gi              | Ve              | Sa              | Do              | Lu              | Ma              | Me              | Gi              | Ve              | Sa              | Do              | Lu              | Ma              | Me              | Gi              | Ve              | Sa              | Do              | Lu              | Ma              | Me              | Gi              | Ve              | Sa              | Do              | Lu              |                 |